# Dampierre-lès-Conflans
Dampierre-lès-Conflans és un municipi francès, situat al departament d'Alt Saona i a la regió de Borgonya - Franc Comtat.